# Fossato di Vico
Fossato di Vico è un comune italiano di 2 568 abitanti della provincia di Perugia in Umbria.

## Geografia fisica
- Classificazione climatica: zona E, 2382 GR/G

## Storia
Le tracce di presenza umana nel territorio di Fossato di Vico risalgono circa al I millennio a.C. Era abitato da antiche popolazioni umbre, che adoravano la dea Cupra, colonizzate dai Romani nel III-II secolo a.C.
I Romani costruirono la via Flaminia nel 220 a.C. e chiamarono Helvillum la mansio a 124 miglia da Roma, dove si cambiavano i cavalli, si poteva dormire e mangiare.
Helvillum nel tardo impero doveva essere diventato un centro di un certo rilievo poiché sul suo luogo sono state trovate, colonne romane, sculture e cippi dedicatori al dio Marte ecc. I Goti di Alarico, oltre 100.000 persone tra donne, uomini, bambini con i loro carri, transitando sulla Flaminia diretti verso Roma per stringerla in assedio nel 410 d.C., saccheggiando quanto trovavano, lo rovinarono per la prima volta.
Durante la Battaglia di Tagina del 552 d.C.,che si svolse nel suo territorio e vi trovò la morte il re dei Goti Badwila, chiamato anche Totila, il Vicus probabilmente scomparve.
Nei secoli seguenti un nuovo insediamento prese il suo posto col nome bizantino Fossaton: fortificazione. Il "di Vico" fu aggiunto nel 1862, per distinguerlo da tanti centri abitati in Italia e per ricordare il conte longobardo Vic(c)o - detto anche Lupo -, nobile discendente dai conti di Nocera Umbra e dai Monaldeschi di Orvieto, che aveva avuto giurisdizione anche sul suo territorio. Nel IX secolo, Fossato infatti apparteneva alla contea di Nocera Umbra.
Dal conte Vicco discesero nel XII secolo i Bulgarelli Conti di Marsciano che comandarono ancora per circa un secolo e costruirono il "castrum", ossia Fossato attuale.
Nel 1386 divenne libero Comune e vennero redatti gli "Statuta" che garantivano l'autogoverno, però sempre sotto il controllo di Perugia; durarono fino al XIX secolo.
Nel 1540 finì la libertà comunale perché Fossato venne aggregato allo Stato Pontificio fino all'Unità d'Italia.
Napoleone Bonaparte, conquistata l'Italia decretò Fossato terra di confine tra il Regno d'Italia e il Regno di Francia.

## Monumenti e luoghi d'interesse
A Osteria (frazione dell'attuale comune, oggi nota come Osteria del Gatto) fu istituita una dogana. Tracce architettoniche del Medioevo sono molto evidenti nelle costruzioni dentro le mura del castello. Sono caratterizzate da vie strette, logge costituite da archi a tutto sesto e acuti (dette "rughe") e da chiese antichissime come la romanica S. Pietro e stile gotico come S. Cristoforo e san Benedetto. S. Benedetto e la Piaggiola hanno cicli di affreschi di notevole valore artistico. È stato allestito nel luogo delle antiche prigioni, un interessante "Antiquarium" formato soprattutto dai reperti di Helvillum e dai rocchi di colonne del santuario della Dea Cupra.
Nei pressi della Chiesa di Santa Croce a Collina di Purello si trova un cippo miliare con la croce patente distintiva dei Templari con impresso l'anno 1173. Un cippo miliare simile si trova presso il locale museo civico.

### Architetture religiose
- San Sebastiano (Fossato di Vico)
- San Pietro (Fossato di Vico)
- San Benedetto (Fossato di Vico)
- Chiesa non più officiata di San Cristoforo (Fossato di Vico), dentro le mura
- San Cristoforo (Borgo), fuori delle mura
- San Pietro in vincoli (Colbassano)
- Madonna della Ghea (Purello)
- Sant'Apollinare (Purello)
- Santa Natività di Maria Santissima (Palazzolo)
- Madonna Immacolata (Osteria del Gatto)
- Santa Croce (Collina)

### Edicole
Nel territorio di Fossato sono presenti numerose edicole sacre: tra di esse annoveriamo
- Edicola di Fossato di Vico
- Edicola Stazione
- Edicola di Colbassano
- Edicola di Purello
- Edicola di Osteria del Gatto
- Edicola di Palazzolo

## Società

### Evoluzione demografica
Abitanti censiti

### Etnie e minoranze straniere
Secondo i dati ISTAT al 31 dicembre 2010 la popolazione straniera residente era di 548 persone. Le nazionalità maggiormente rappresentate in base alla loro percentuale sul totale della popolazione residente erano:
- Serbia 122 4,22%
- Nigeria 90 3,11%
- Marocco 69 2,39%
- Romania 66 2,28%
- Albania 53 1,83%
- Kosovo 33 1,14%

## Cultura

### Arte
A Fossato di Vico, all'interno dell'archivio storico, è stata scoperta una pagina di libro con alcuni passi del Paradiso della Divina Commedia di Dante Alighieri. Alla fine di maggio 2006 si è celebrato il completamento del restauro della pagina.

### Eventi
Fossato di Vico, nella seconda settimana di maggio, celebra la sua festa tipica: la Festa degli Statuti. In occasione di questa festa gli abitanti del paese si abbigliano come popolani medievali per ritornare nel 1386, anno in cui vennero pubblicati i propri antichi statuti comunali. Si possono osservare battaglie tra soldati, numeri di giocoleria e scene tipiche medievali. Inoltre, chiunque sia vestito da personaggio medievale, può partecipare all'evento. Per l'occasione, le porte Porta Portella, Porta Nova, Porta del Castello, Porta del Serrone, si contendono "Il Palio", dipinto ogni anno da artisti locali. Ogni porta ha il compito di realizzare nella maniera più attinente possibile il corteo storico, la rappresentazione degli antichi mestieri e l'allestimento della propria taverna, il tutto sottoposto al giudizio di giudici esterni non residenti nel territorio Fossatano. Ad attribuire punteggio inoltre si svolge anche una competizione ludica: Tiro con l'arco storico ed il gioco della Ciurumella (Lippa).
Altra festività di Fossato è la festa di San Martino di Tours, celebrata l'11 e il 12 novembre. Durante questa festa sono aperte tutte le cantine (locali tipici medievali) di Fossato e si consumano alimenti e vino di produzione locale.
Nella frazione di Purello, il 5 agosto, si celebra la festa della Madonna della Ghea. Il 5 agosto dell'anno 1000 si verificò un'abbondante nevicata nella località Ghea: da allora si venera la Madonna della Neve.
In occasione della festività del santo patrono (San Sebastiano, 20 gennaio) si svolge ad anni alterni tra la compagnia arcieri storici di Fossato di Vico e Valfabbrica (Pg) il "Palio di San Sebastiano" , competizione di tiro con arco storico.
Altro appuntamento arcieristico è il "Torneo Arco Storico Città di Fossato di Vico" che si svolge in agosto, competizione itinerante per le vie del centro storico in rigoroso costume medioevale, tra compagnie arcieristiche provenienti da tutta Italia e valevole per il Campionato Italiano Asd F.I.T.A.S.T.

## Infrastrutture e trasporti

### Ferrovie
Il territorio comunale è attraversato dalla Ferrovia Roma-Ancona, ed in esso è situata la Stazione di Fossato di Vico-Gubbio, che serve anche la vicina città di Gubbio. Fino al 1945 era in funzione anche la Ferrovia Appennino Centrale, a scartamento ridotto, che partiva da Arezzo e faceva capolinea alla Stazione di Fossato di Vico (FAC). Il fabbricato viaggiatori della FAC, situato in posizione prospiciente all'impianto di RFI, risulta tuttora in buone condizioni.

## Amministrazione
| Periodo        | Periodo        | Primo cittadino     | Partito                                  | Carica  | Note  |
| -------------- | -------------- | ------------------- | ---------------------------------------- | ------- | ----- |
| 30 maggio 1985 | 20 maggio 1990 | Virgilio Lispi      | Partito Socialista Italiano              | Sindaco | [ 6 ] |
| 21 maggio 1990 | 23 aprile 1995 | Virgilio Lispi      | Partito Socialista Italiano              | Sindaco | [ 6 ] |
| 24 aprile 1995 | 13 giugno 1999 | Francesco Monacelli | Centro                                   | Sindaco | [ 6 ] |
| 14 giugno 1999 | 13 giugno 2004 | Francesco Monacelli | Lista civica                             | Sindaco | [ 6 ] |
| 14 giugno 2004 | 7 giugno 2009  | Mauro Monacelli     | Centro-sinistra                          | Sindaco | [ 6 ] |
| 8 giugno 2009  | 25 maggio 2014 | Mauro Monacelli     | Lista civica                             | Sindaco | [ 6 ] |
| 26 maggio 2014 | 26 maggio 2019 | Monia Ferracchiato  | centro-sinistra                          | Sindaca | [ 6 ] |
| 27 maggio 2019 | 9 giugno 2024  | Monia Ferracchiato  | Lista civica Fossato di Vico bene comune | Sindaca | [ 6 ] |
| 10 giugno 2024 | in carica      | Lorenzo Polidori    | Lista civica Fossato è di tutti          | Sindaco | [ 6 ] |

### Gemellaggi
- Saint-Ambroix
- Aßlar

### Altre informazioni amministrative

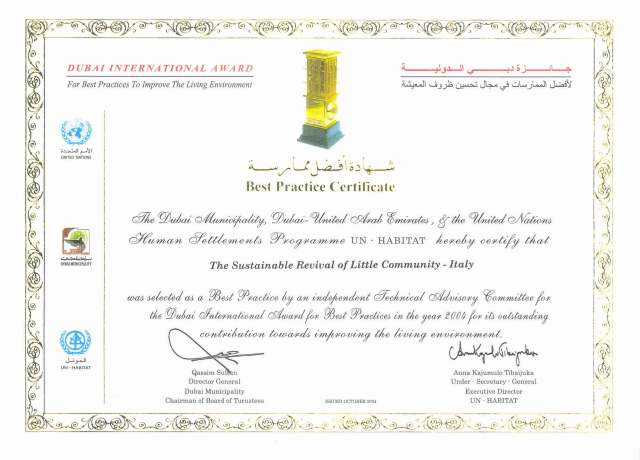
Il certificato "Best Practices", assegnato dall'agenzia UN-Habitat al comune di Fossato di Vico

Il comune di Fossato di Vico ha ottenuto nel 2004, unico comune italiano, il riconoscimento di "Best Practices" per il progetto "The Sustainable Revival of Little Community", promosso dalla agenzia delle Nazioni Unite UN-Habitat. Questo progetto descrive 10 anni di sviluppo sostenibile, durante il quale è stato coniugato il rispetto dell'ambiente e delle tradizioni con lo sviluppo economico.

## Sport

### Associazioni sportive
- A.S.D. Atletico Gualdo Fossato - Militante nel girone C di Prima categoria (calcio a 11) e nel campionato di serie C2 (calcio a 5)
- Kontrotempo (danza)
- Vico tennis
- Fossato Volley (pallavolo)
- Taekwondo (arti marziali)
- Compagnia Arcieri Storici Castrum Fossati

## Galleria d'immagini

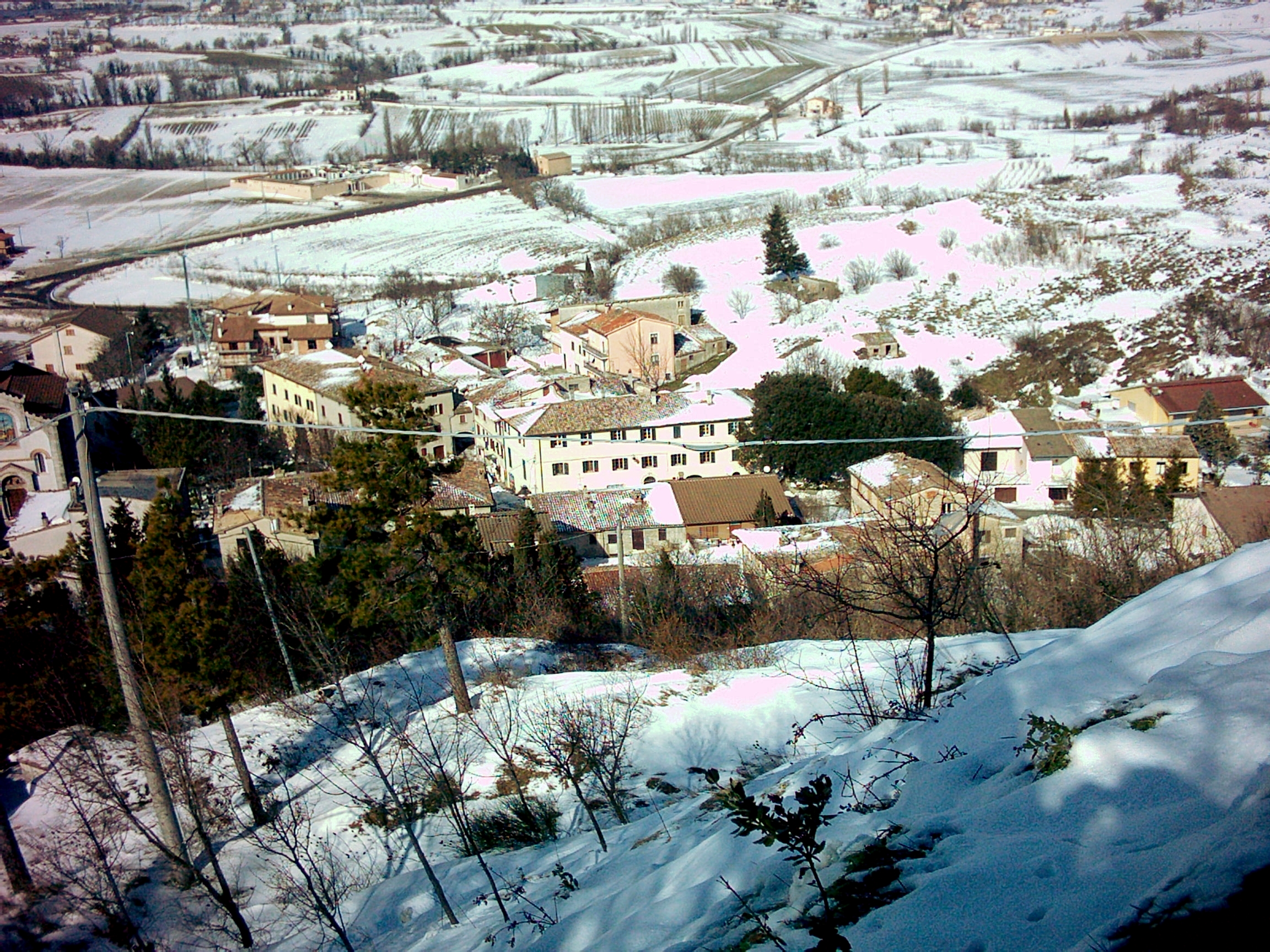
Panorama Borgo
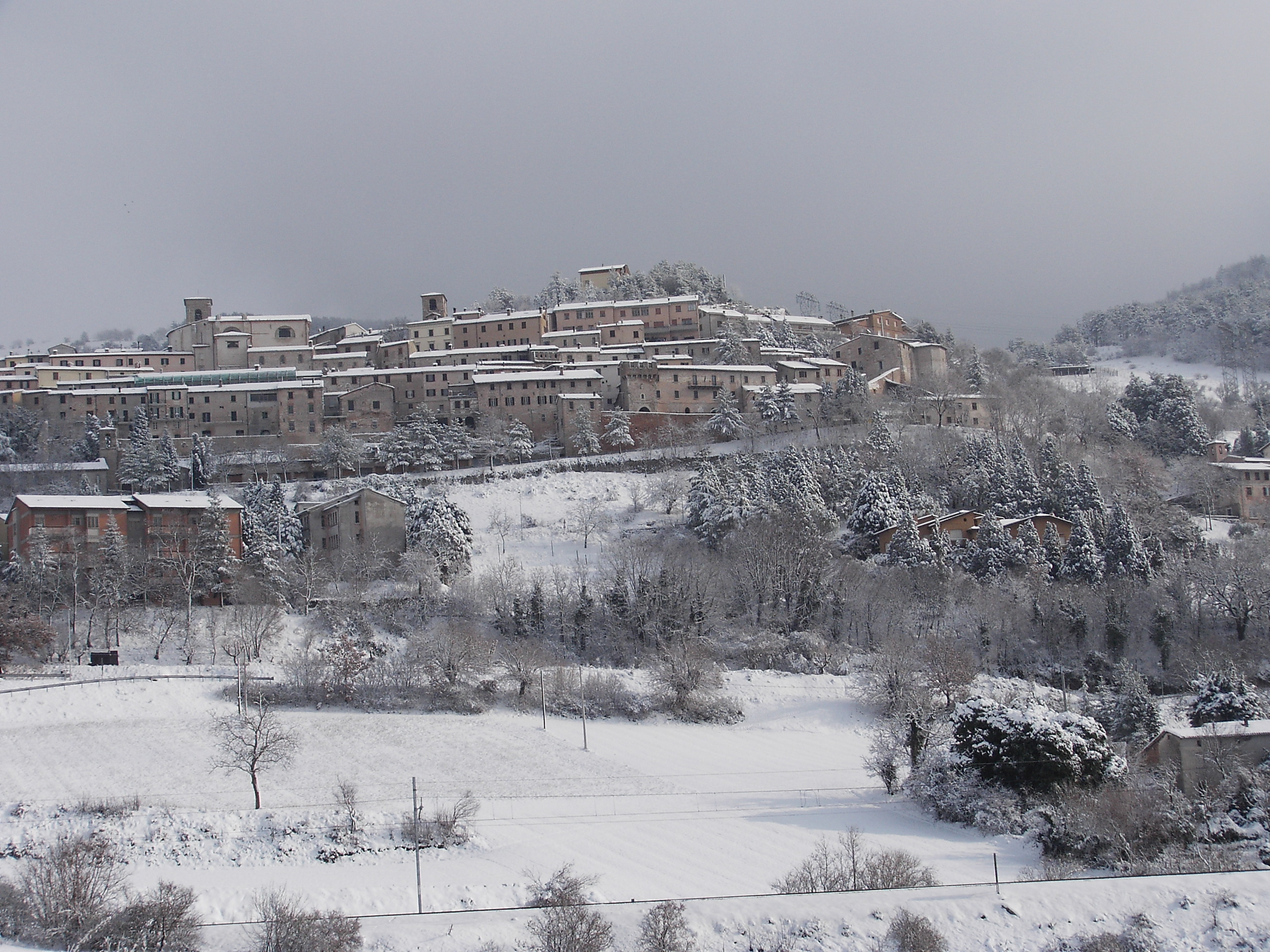
Panorama di Fossato di Vico
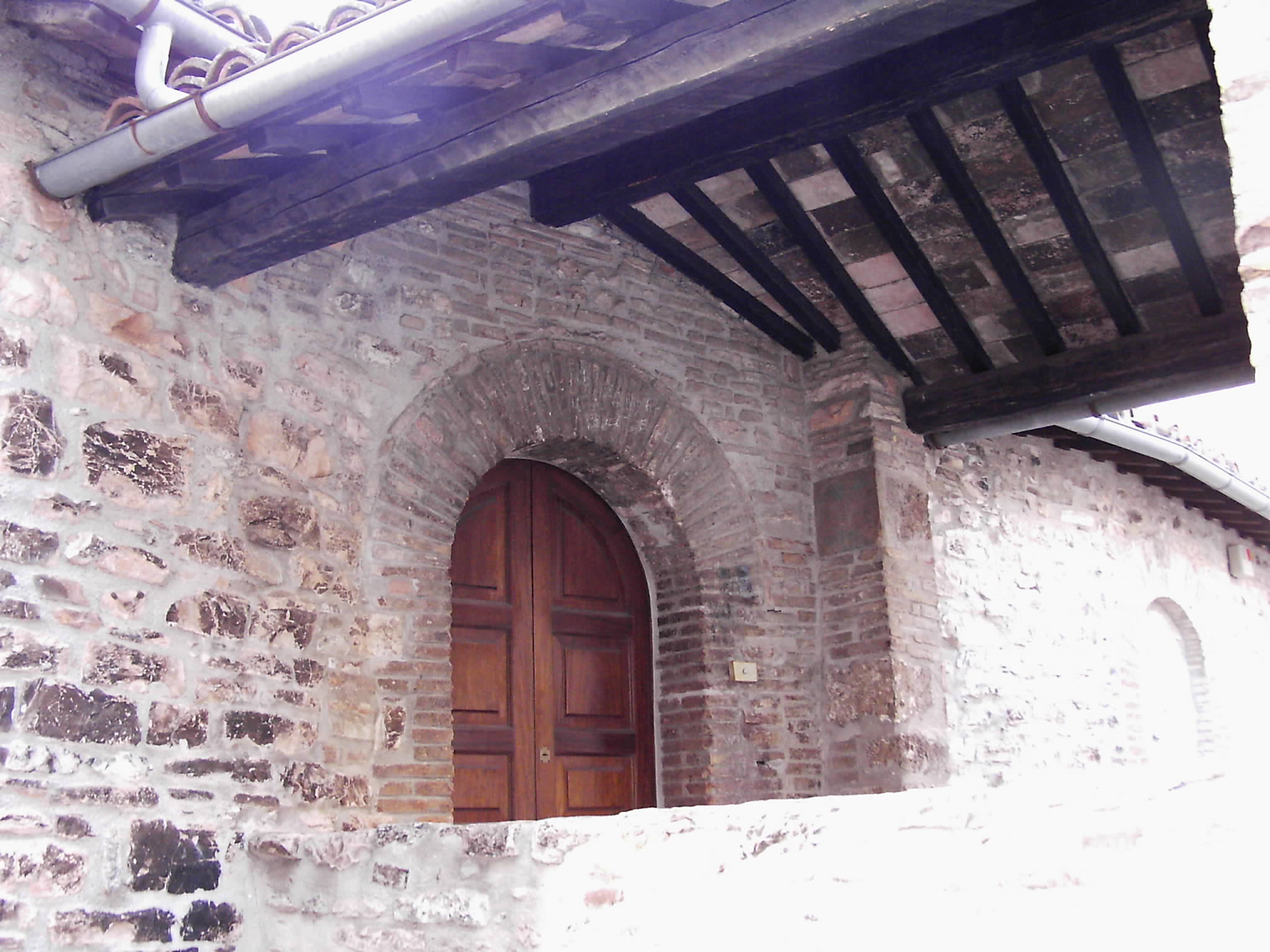
Il Vecchio Palazzo Comunale
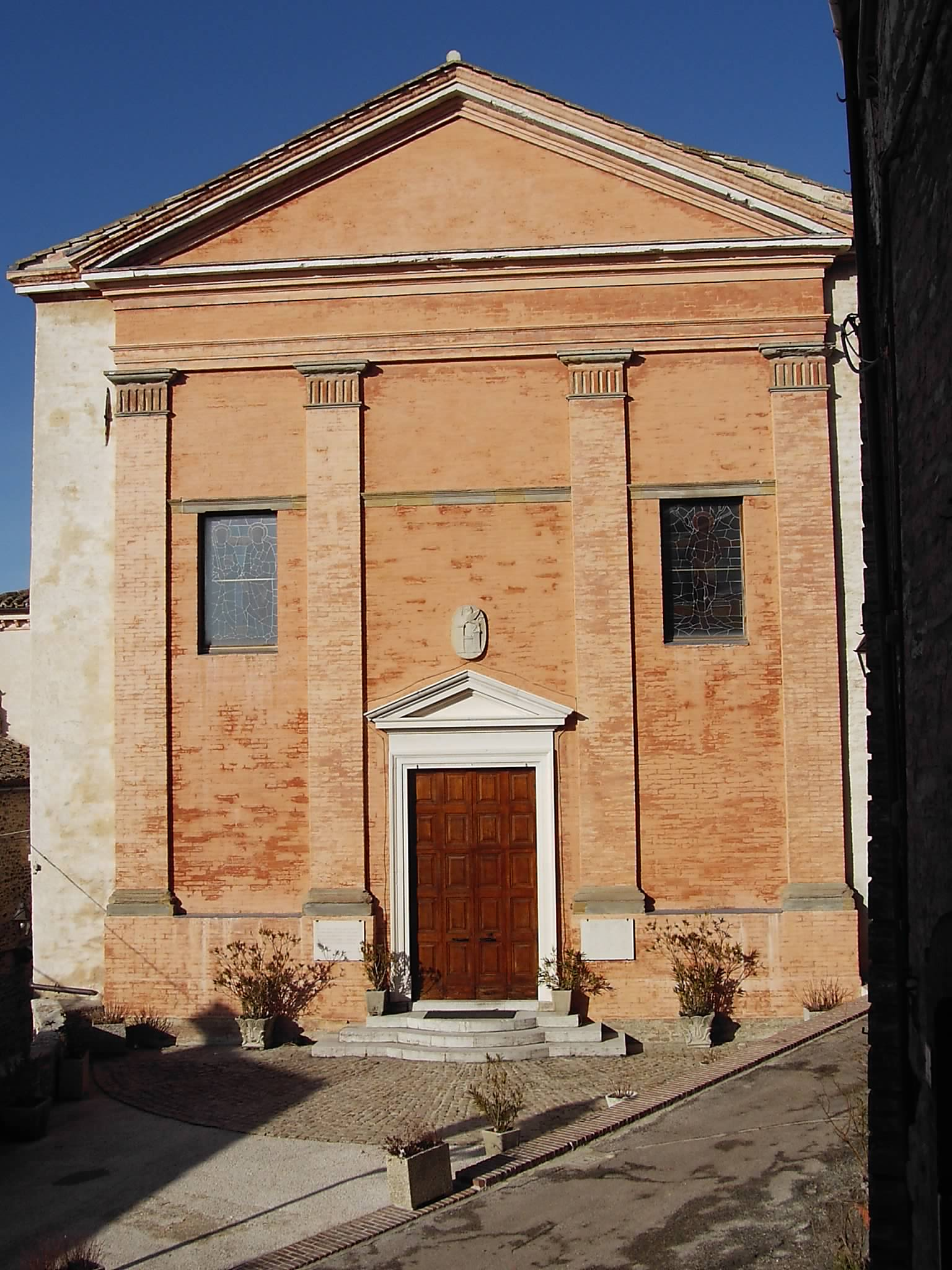
San Sebastiano